# サラスの方法

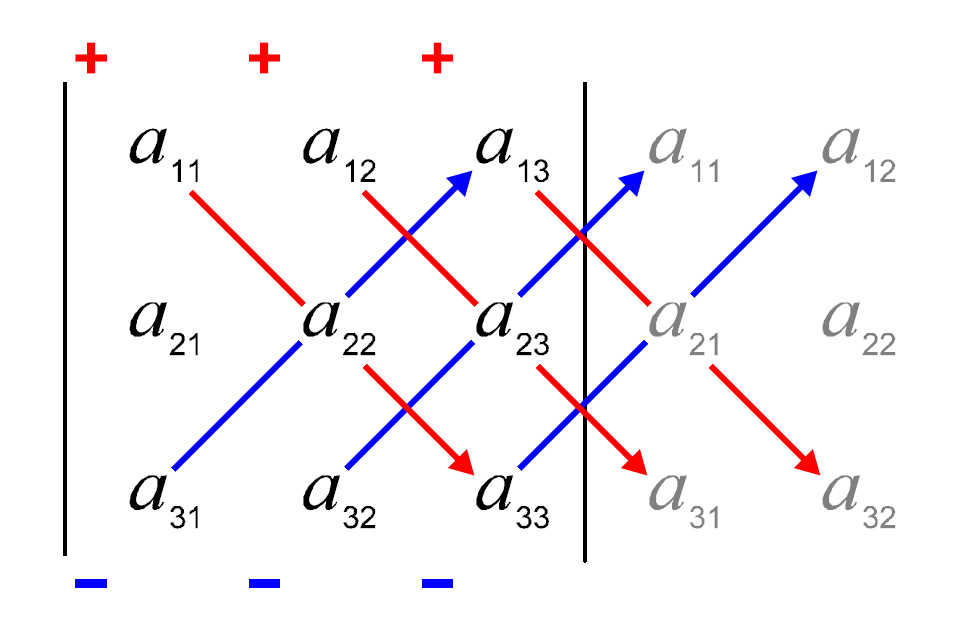
サラスの方法: 左三列の行列式は、赤線で結んだ斜め三項の積の和から青線で結んだ逆斜め三項の積の和を引いたものになる。

線型代数学におけるサラスの方法（、英: Sarrus' rule、Sarrus' scheme）は 3 × 3 行列の行列式を算出するための計算方法である。フランスの数学者ピエール・フレデリック・サラスに由来する。

## 方法
3 × 3 行列 {\displaystyle M={\begin{pmatrix}a_{11}&a_{12}&a_{13}\\a_{21}&a_{22}&a_{23}\\a_{31}&a_{32}&a_{33}\end{pmatrix}}} の行列式は以下の方法で計算できる:
まず、左の二列を第三列の右側に書き写す（各行に5列が並ぶことになる）。そして、左上から右下へ向かう対角線（実線）にそった項の積は加え、左下から右上へ向かう対角線（破線）にそった項の積を引く。そうして {\displaystyle {\begin{aligned}\det \left(M\right)&={\begin{vmatrix}a_{11}&a_{12}&a_{13}\\a_{21}&a_{22}&a_{23}\\a_{31}&a_{32}&a_{33}\end{vmatrix}}\\&=a_{11}a_{22}a_{33}+a_{12}a_{23}a_{31}+a_{13}a_{21}a_{32}-a_{31}a_{22}a_{13}-a_{32}a_{23}a_{11}-a_{33}a_{21}a_{12}\end{aligned}}} を得る。

縦に並べてもよい

同様に対角線に沿って足したり引いたりする方法で 2 × 2 行列の場合にも {\displaystyle \det \left(M\right)={\begin{vmatrix}a_{11}&a_{12}\\a_{21}&a_{22}\end{vmatrix}}=a_{11}a_{22}-a_{21}a_{12}} と計算できる。
何れもライプニッツの明示公式の特別の場合になっているが、より大きなサイズの行列の行列式を計算する場合にはこの算法は通用しない。サラスの方法は 3 × 3 行列の余因子展開から導出することもできる。
サラスの方法をイメージするときには、行列の左と右を繋いで円筒状に丸めたうえで対角線上を辿ると思ってもよい。